# Aeroport Internacional John F. Kennedy
L'Aeroport Internacional John F. Kennedy  (codi IATA: JFK, codi OACI: KJFK) (en anglès: John F. Kennedy International Airport) o originalment conegut com a Aeroport Idlewild, és un aeroport internacional que dona servei a la ciutat de Nova York. Està localitzat al barri de Queens, a Long Island i a 19 km al sud-est de Lower Manhattan. L'any 2010, va gestionar 46.495.876 passatgers convertint-se en el 14è aeroport més transitat del món per tràfic de passatgers i el primer dels Estats Units en tràfic internacional.
L'aeroport és operat per l'Autoritat Portuària de Nova York i Nova Jersey, la qual també opera tres aeroports a l'àrea metropolitana de Nova York d'entre els quals els més destacats són l'Aeroport Internacional de Newark-Liberty i LaGuardia. D'aquests tres aeroports JFK és el més gran. A més, l'Aeroport Internacional John F. Kennedy és operat cada dia per més de 90 companyies aèries i és el principal centre de connexions de JetBlue Airways. També serveix d'entrada internacional per a Delta Air Lines i American Airlines.

## Història
La construcció de l'aeroport es va iniciar l'abril de 1942 i els primers vols comercials es varen dur a terme l'1 de juliol de 1948. Batejat com Aeroport Internacional de Nova York el 31 de juliol de 1948, va ser rebatejat el 24 de desembre de 1963 en sol·licitud de l'alcalde i el Consell de la ciutat de Nova York després de l'assassinat de John F. Kennedy. Actualment és conegut com a Kennedy o simplement JFK. L'any 1962 té lloc l'obertura de la Terminal Worldport per a Pan American World Airways (actualment la Terminal 3) i la terminal TWA Flight Center de Trans World Airlines, dissenyada per l'arquitecte Eero Saarinen i la Terminal 5 d'avui. El 1970, l'obertura de la Terminal Sundrome per la National Airlines dissenyada per la firma Pei Cobb Freed & Partners, avui en dia la Terminal 6. Del 1977 fins a l'any 2003, Air France i British Airways havien operat vols transatlàntics amb el Concorde. A mitjans de la dècada de 1980, l'Aeroport Internacional John F. Kennedy es converteix en l'aeroport més concorregut de Nova York, per davant de l'Aeroport Internacional de Newark-Liberty. El 1998, va començar la construcció d'un tren ràpid per tal de connectar les diferents terminals, l'AirTrain JFK s'acaba finalment el 2003. El 19 de març de 2007, el John F. Kennedy va ser el primer aeroport dels EUA en rebre la visita de l'Airbus A380. L'1 d'agost del 2008, JFK va rebre el seu primer vol comercial regular de l'Airbus A380 operat per Emirates en la seva ruta a l'Aeroport Internacional de Dubai.

## Terminals
- Terminal 1: Té 11 portes d'embarcament i és on operen les aerolínies clau de l'aeroport.
- Terminal 2: Compta amb 7 portes d'embarcament i és utilitzada per Delta Air Lines
- Terminal 3: Té 18 portes d'embarcament i és operada per Delta Air Lines i la seva filial Delta Connection
- Terminal 4: Té 17 portes d'embarcament i està dedicada al tràfic aeri internacional
- Terminal 5: Té 26 portes d'embarcament i està parcialment oberta. És utilitzada per JetBlue Airways
- Terminal 6: Actualment es troba tancada a les operacions
- Terminal 7: Compta amb 12 portes d'embarcament i és operada per Oneworld i algunes aerolínies de Star Alliance
- Terminal 8: Té 29 portes d'embarcament i és utilitzada per American Airlines i altres aerolínies de la Oneworld.

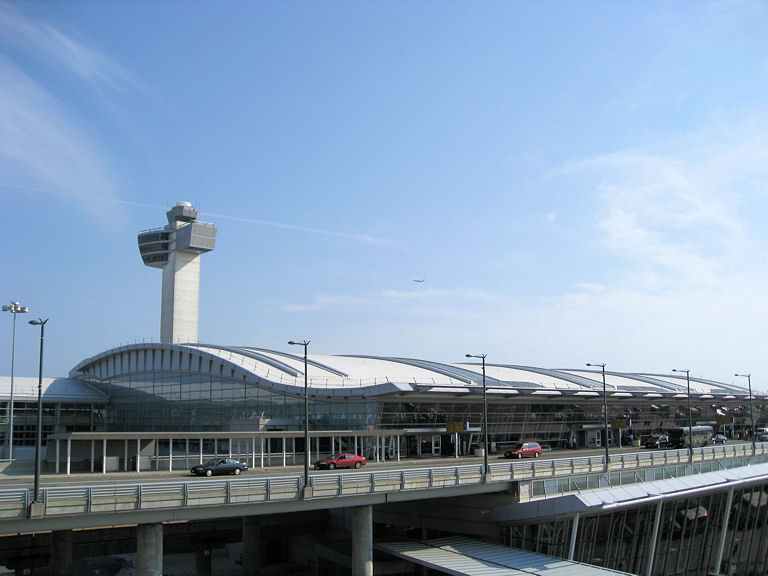
Vista exterior de l'edifici de la Terminal 4.
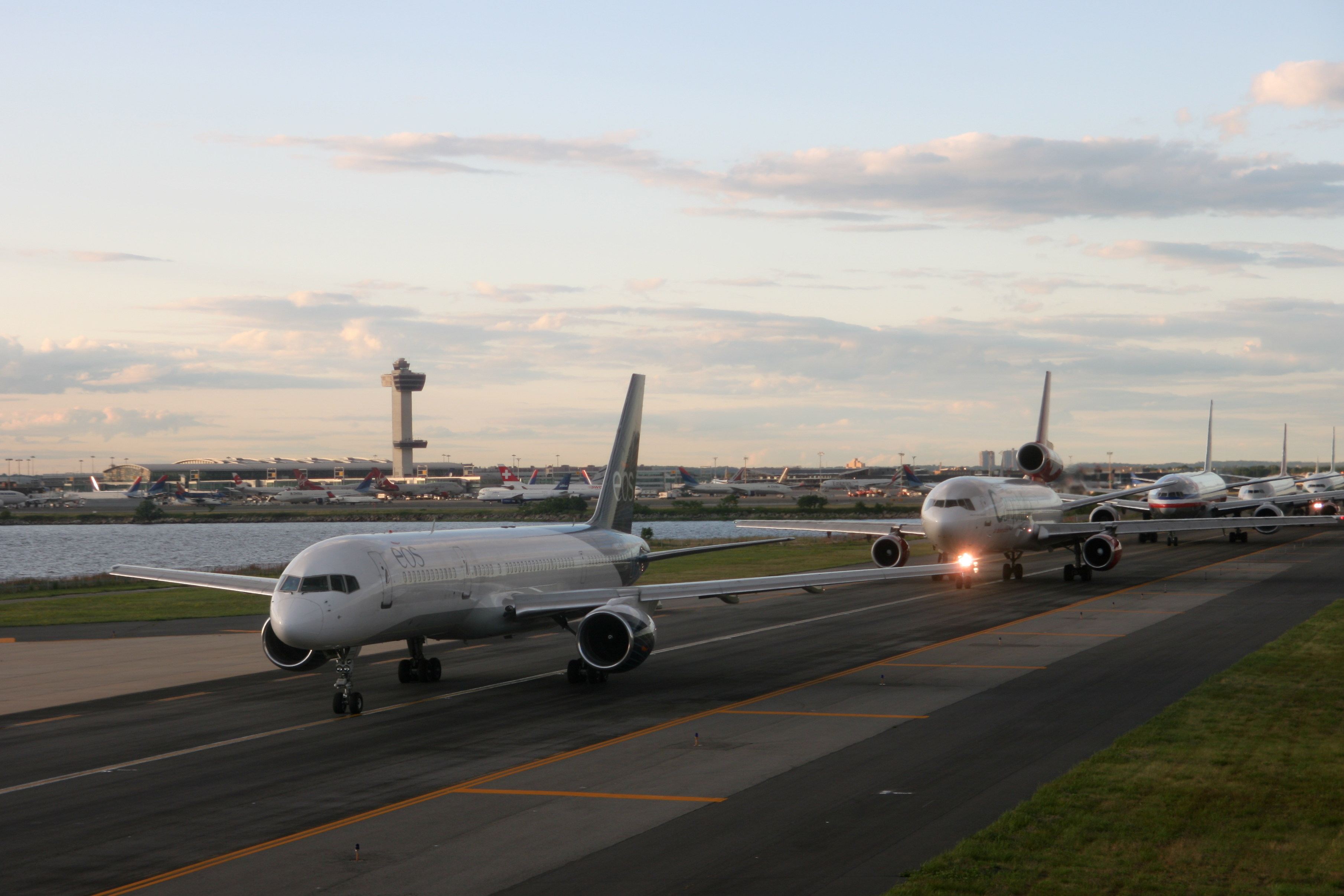
Filera d'avions en una de les pistes d'aterratge.
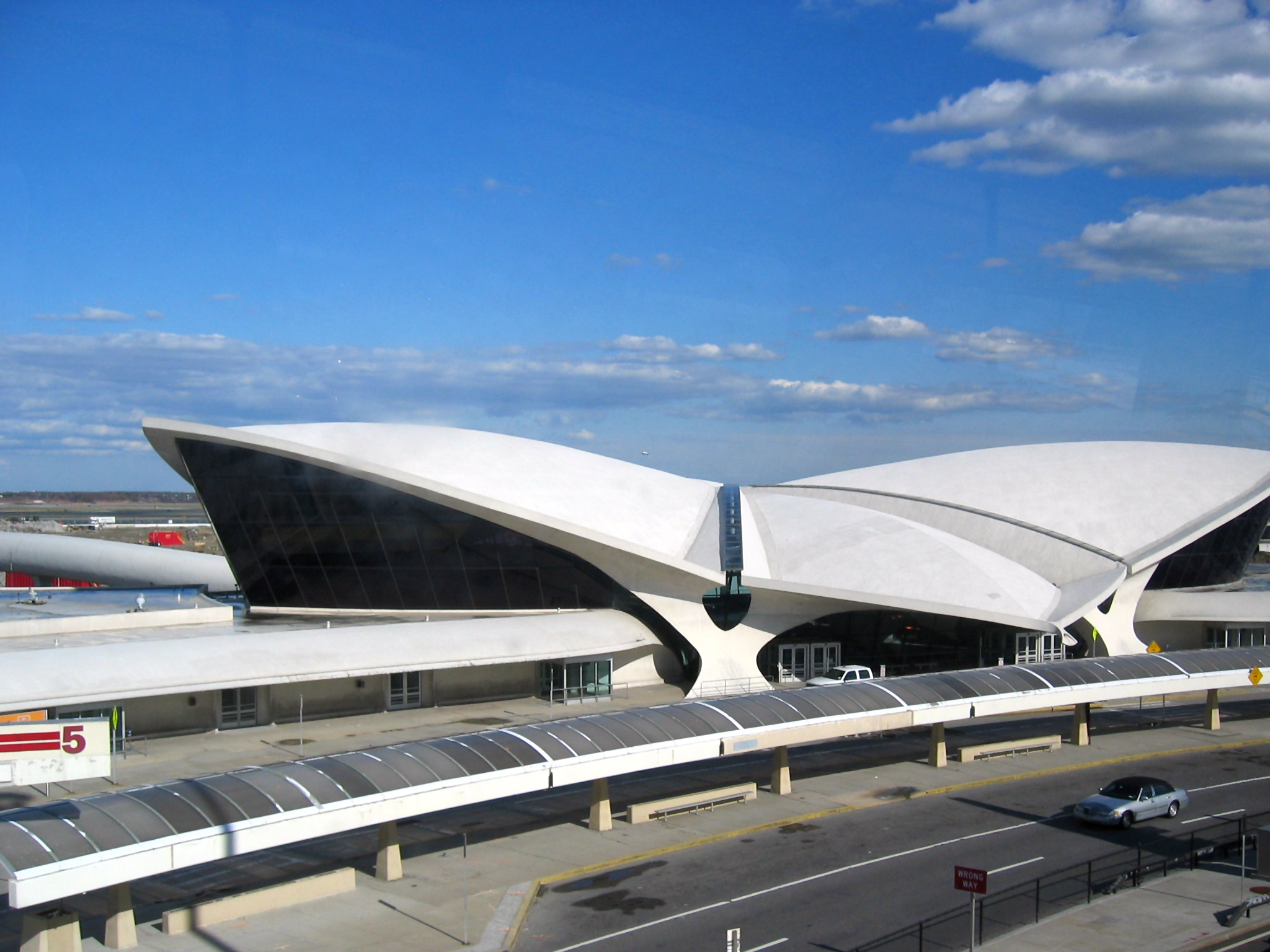
Antiga TWA Flight Center que actualment forma part de la Terminal 5 i es troba tancada.
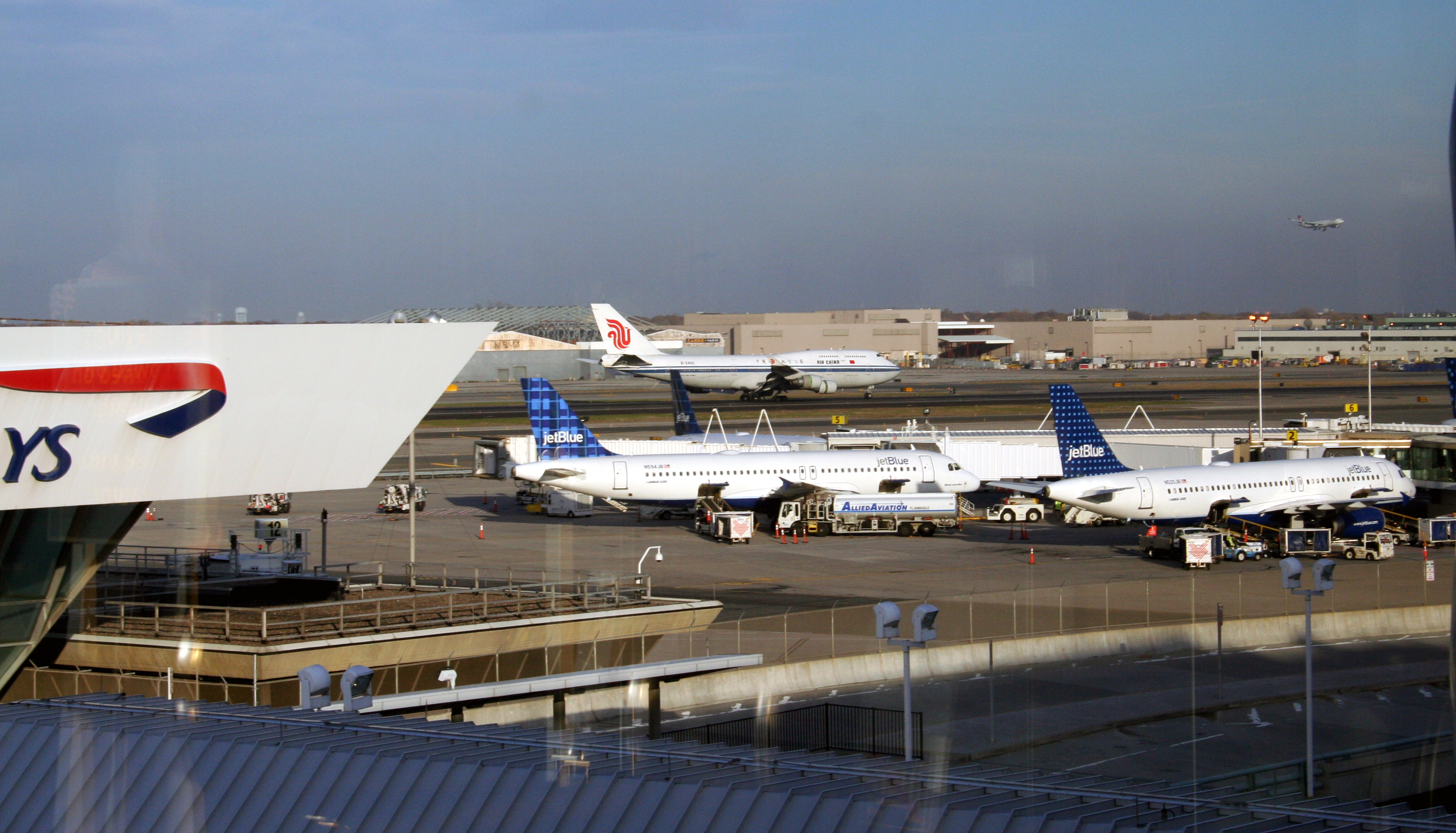
Avions aparcats a l'aeroport amb les terminals 6 i 7 al darrere.

## Aerolínies i destinacions
| Companyia                                             | Destinacions | Terminal |
| ----------------------------------------------------- | --- | -------- |
| Aer Lingus                                            | Dublín de temporada: Shannon | 4        |
| Aeroflot                                              | Moscou-Xeremètievo | 1        |
| Aerogal                                               | Guayaquil, Quito | 4        |
| Aeroméxico                                            | Ciutat de Mèxic, Puerto Vallarta | 1        |
| Air China                                             | Pequín-Capital | 1        |
| Air Europa                                            | Madrid | 4        |
| Air France                                            | París-Charles de Gaulle | 1        |
| Air India                                             | Bombai (comença el 7 de desembre del 2018), Delhi | 4        |
| AIRES                                                 | Bogotà | 4        |
| Alitalia                                              | Milà-Malpensa, Roma-Fiumicino | 1        |
| All Nippon Airways                                    | Tòquio-Narita | 7        |
| American Airlines                                     | Aruba, Austin, Barbados, Barcelona, Bermuda, Brussel·les, Budapest, Buenos Aires-Ezeiza, Cancun, Caracas, Chicago-O'Hare, Dallas/Fort Worth, Fort Lauderdale, Havana [xàrter], Las Vegas, Londres-Heathrow, Los Angeles, Madrid, Miami, Milà-Malpensa, Montego Bay, Orlando, París-Charles de Gaulle, Port-au-Prince, Providenciales, Punta Cana, Rio de Janeiro-Galeão, St. Kitts, St. Maarten, St. Thomas, San Diego, San Francisco, San José de Costa Rica, San Juan, Santiago de los Caballeros, Santo Domingo, São Paulo-Guarulhos, Seattle/Tacoma, Tampa, Tòquio-Haneda, Tòquio-Narita, Zuric de temporada: Eagle/Vail, Manchester (Regne Unit), Roma-Fiumicino, St. Lucia | 8        |
| American Eagle                                        | Baltimore, Boston, Cincinnati/Northern Kentucky, Cleveland, Columbus (OH), Halifax, Indianapolis, Montréal-Trudeau, Nashville, Norfolk, Pittsburgh, Raleigh/Durham, St. Louis, Toronto-Pearson, Washington-Reagan | 8        |
| Arik Air                                              | Lagos | 4        |
| Asiana Airlines                                       | Seül-Incheon | 4        |
| Austrian Airlines                                     | Viena | 1        |
| Avianca                                               | Bogotá, Cali, Medellin-Cordova | 4        |
| British Airways                                       | Londres-City, Londres-Heathrow | 7        |
| Caribbean Airlines                                    | Antigua, Grenada, Georgetown, Port of Spain, Tobago | 4        |
| Caribbean Airlines operat per Air Jamaica             | Kingston, Montego Bay | 4        |
| Cathay Pacific                                        | Hong Kong, Vancouver | 7        |
| Cayman Airways                                        | Georgetown, Grand Cayman | 1        |
| China Airlines                                        | Taipei-Taoyuan | 1        |
| China Eastern Airlines                                | Xangai-Pudong | 1        |
| Copa Airlines                                         | Panamà | 4        |
| Delta Air Lines                                       | Londres-Heathrow, Los Angeles, San Francisco | 2        |
| Delta Air Lines                                       | Accra, Amman-Reina Alia, Amsterdam, Antigua, Aruba, Atenes, Atlanta, Berlin-Tegel, Bogotá, Brussels, Budapest, Cairo, Cincinnati/Northern Kentucky, Copenhagen, Dakar, Denver, Detroit, Dublín, Fort Lauderdale, Frankfurt, Georgetown, Grenada, Istanbul-Atatürk, Las Vegas, Manchester, Ciutat de Mèxic, Miami, Milà-Malpensa, Minneapolis/St. Paul, Moscou-Xeremètievo, Mumbai, Nice, Orlando, Phoenix, Port-au-Prince, Portland (OR), Prague, Punta Cana, Reykjavík-Keflavík, Roma-Fiumicino, Salt Lake City, San Antonio, San Diego, Santiago de los Caballeros, Santo Domingo, São Paulo-Guarulhos, Seattle/Tacoma, Shannon, Estocolm-Arlanda, Tampa, Tel-Aviv, Tòquio-Narita, Venècia-Marco Polo de temporada: Bonaire, Grand Cayman, Kiev-Boryspil, Paris-Charles de Gaulle, Pisa, St. Thomas, Zurich | 3        |
| Delta Air Lines                                       | Barcelona, Madrid-Barajas, San Juan de temporada: Màlaga, Montego Bay, Valencia | 4        |
| Delta Connection operat per Chautauqua Airlines       | Charlotte, Columbus (OH), Hartford, Norfolk, Philadelphia, Pittsburgh, Richmond | 3        |
| Delta Connection operat per Comair                    | Albany (NY), Baltimore, Boston, Buffalo, Burlington (VT), Charlotte, Chicago-O'Hare, Cincinnati/Northern Kentucky, Cleveland, Columbus (OH), Dallas/Fort Worth, Detroit, Houston-Intercontinental, Kansas City, Memphis, Minneapolis/St. Paul, Montréal-Trudeau, Nashville, Norfolk, Philadelphia, Pittsburgh, Raleigh/Durham, Richmond, Rochester (NY), St. Louis, Syracuse, Toronto-Pearson, Washington-Dulles, Washington-Reagan de temporada: Charlottetown, Nantucket | 3        |
| Delta Connection operat per Mesaba Airlines           | Buffalo, Chicago-O'Hare, Cincinnati/Northern Kentucky, Detroit, Minneapolis/St. Paul | 3        |
| Delta Connection operat per Pinnacle Airlines         | Albany (NY), Baltimore, Chicago-O'Hare, Cleveland, Hartford, Indianapolis, Montréal-Trudeau, Nashville, Rochester (NY), Toronto-Pearson, Washington-Dulles | 3        |
| Delta Connection operat per Shuttle America           | Detroit | 3        |
| EgyptAir                                              | El Caire | 4        |
| El Al                                                 | Tel-Aviv | 4        |
| Emirates                                              | Dubai | 4        |
| Etihad Airways                                        | Abu Dhabi | 4        |
| Finnair                                               | Hèlsinki | 8        |
| Iberia                                                | Madrid-Barajas | 7        |
| Icelandair                                            | Reykjavík-Keflavík | 7        |
| Japan Airlines                                        | Tòquio-Narita | 1        |
| Jet Airways                                           | Brussel·les, Chennai | 8        |
| JetBlue Airways                                       | Aguadilla, Aruba, Austin, Barbados, Bermuda, Boston, Buffalo, Burbank, Burlington, Cancun, Charlotte, Chicago-O'Hare, Denver, Fort Lauderdale, Fort Myers, Houston-Hobby, Jacksonville (FL), Kingston, Las Vegas, Long Beach, Los Angeles, Montego Bay, Nassau, Nova Orleans, Oakland, Orlando, Phoenix, Pittsburgh, Ponce, Portland (ME), Portland (OR), Providenciales, Puerto Plata, Punta Cana, Raleigh/Durham, Rochester (NY), Sacramento, St Lucia, St Maarten, Salt Lake City, San Diego, San Francisco, San Jose (CA), San Juan, Santiago de los Caballeros, Santo Domingo, Sarasota/Bradenton, Seattle/Tacoma, Syracuse, Tampa, Washington-Dulles, West Palm Beach de temporada: Nantucket | 5        |
| Kenya Airways                                         | Nairobi (comença el 28 d'octubre del 2018) | -        |
| KLM                                                   | Amsterdam | 4        |
| Korean Air                                            | Seül-Incheon | 1        |
| Kuwait Airways                                        | Kuwait, Londres-Heathrow | 4        |
| LAN Airlines                                          | Lima, Santiago de Chile, Toronto-Pearson | 4        |
| LAN Ecuador                                           | Guayaquil | 4        |
| LOT Polish Airlines                                   | Varsòvia de temporada: Rzeszów | 4        |
| Lufthansa                                             | Frankfurt, Múnic | 1        |
| Meridiana                                             | de temporada: Nàpols, Palerm | 4        |
| Norwegian Air Shuttle                                 | París-Charles de Gaulle, Amsterdam, London–Gatwick, Madrid, Oslo–Gardermoen, Athens, Copenhagen, Stockholm–Arlanda | 1        |
| Pakistan International Airlines                       | Karachi, Lahore | 4        |
| Qantas                                                | Sydney (via Los Angeles) | 7        |
| Qatar Airways                                         | Doha) | 4        |
| Royal Air Maroc                                       | Casablanca | 1        |
| Royal Jordanian                                       | Amman-Reina Alia | 4        |
| Saudi Arabian Airlines                                | Jiddah, Riyadh | 1        |
| Singapore Airlines                                    | Frankfurt, Singapur | 4        |
| South African Airways                                 | Dakar, Johannesburg | 4        |
| Sun Country Airlines                                  | de temporada: Minneapolis/St. Paul | 4        |
| Swiss International Air Lines                         | Ginebra, Zuric | 4        |
| TACA Airlines                                         | San Pedro Sula, San Salvador | 4        |
| TACA operated by Lacsa                                | San José de Costa Rica | 4        |
| TAM Airlines                                          | Rio de Janeiro-Galeão, São Paulo-Guarulhos | 4        |
| Transaero                                             | Moscou-Domodedovo | 4        |
| Turkish Airlines                                      | Istanbul-Atatürk | 1        |
| United Airlines                                       | Los Angeles, San Francisco | 7        |
| United Express operat per Atlantic Southeast Airlines | Washington-Dulles | 7        |
| United Express operat per Shuttle America             | Washington-Dulles | 7        |
| Uzbekistan Airways                                    | Riga, Taixkent | 4        |
| Virgin America                                        | Las Vegas, Los Angeles, San Francisco | 4        |
| Virgin Atlantic Airways                               | Londres-Heathrow | 4        |
| Vision Airlines                                       | L'Havana | 8        |
| XL Airways France                                     | de temporada: París-Charles de Gaulle | 4        |